# La Côte Radieuse (kanton)
La Côte Radieuse var en fransk kanton fra 1982 til 2015 beliggende i departementet Pyrénées-Orientales i regionen Languedoc-Roussillon. Kantonen blev nedlagt i forbindelse med en reform, der reducerede antallet af kantoner i Frankrig. Kantonens kommuner indgår nu i de nye kantoner La Côte Sableuse og La Plaine d'Illibéris.
La Côte Radieuse bestod i 2015 af 4 kommuner :
- Saint-Cyprien (hovedby)
- Saleilles
- Alénya
- Latour-Bas-Elne

## Historie
Kantonen blev 25. januar 1982 udskilt fra Perpignan-III. Fra starten af omfattede den også kommunerne Cabestany og Canet-en-Roussillon-Saint-Nazaire (hovedby). Cabestany blev 31. januar 1985 igen tilknyttet Perpignan-III og 21. februar 1997 blev Canet-en-Roussillon og Saint-Nazaire, som nu var blevet delt, overført til den nyoprettede kanton Canet-en-Roussillon.